# Muzeum Regionalne w Sycowie
Muzeum Regionalne w Sycowie – muzeum położone w Sycowie. Placówka jest miejską jednostka organizacyjną, a jej siedzibą jest budynek sycowskiego Centrum Kultury.
Muzeum zostało powstało w 1982 roku. Jego siedzibą jest pochodząca z XVIII wieku kamienica, mieszcząca niegdyś siedzibę sądu grodzkiego.  
Zbiory muzeum obejmują głównie eksponaty związane z historią Sycowa i regionu: dokumenty (najstarszy pochodzący z 1377 roku), numizmaty, pieczęcie, mapy, grafiki, ryciny, dawną prasę oraz zbiory archeologiczne i etnograficzne. Część ekspozycji poświęcona jest właścicielom miasta, rodzinie Biron von Curland.
Placówka jest obiektem całorocznym, czynnym w dni robocze. W pierwszą niedzielę miesiąca w muzeum prezentowana jest multimedialna prezentacja dotycząca historii miasta.